# Muhlenberg College

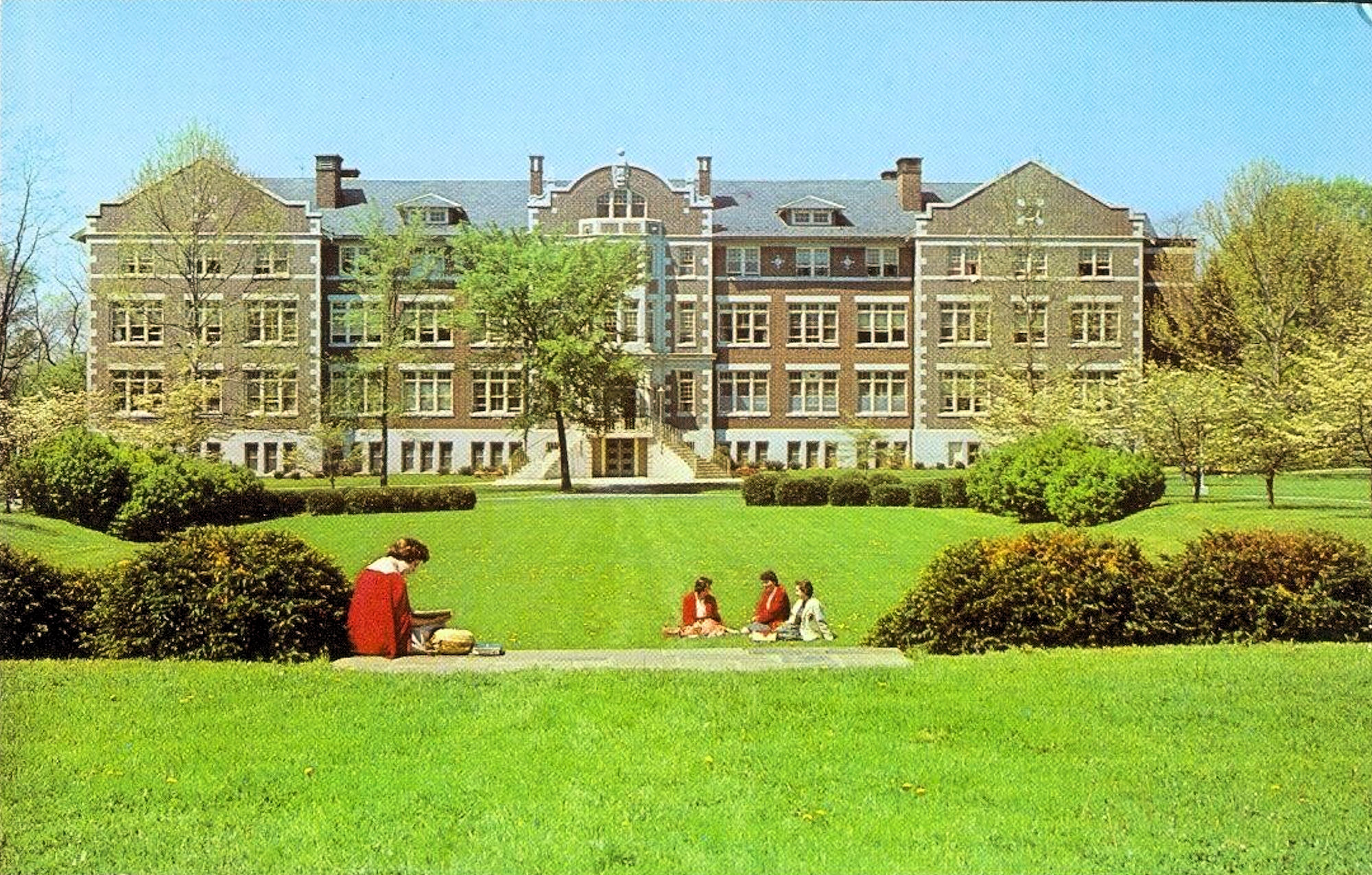
Brown Hall 1960.

Muhlenberg College är ett enskilt liberal arts college i Allentown, Pennsylvania grundat 1848 och uppkallat efter tysk-lutherske teologen Henry Muhlenberg. Det är affilierat med Evangelical Lutheran Church in America.